# Acuerdo Democrático Nacional
El Acuerdo Democrático Nacional fue una coalición política chilena existente entre 1984 y 1985 que agrupaba a partidos y movimientos políticos partidarios de la dictadura militar de Augusto Pinochet.

## Historia

### Grupo de los Ocho
En el contexto de la apertura política propiciada por el ministro del Interior, Sergio Onofre Jarpa, los partidos adherentes al Gobierno decidieron unirse como contrapartida al surgimiento de fuerzas opositoras como la Alianza Democrática (centroizquierda) y el Movimiento Democrático Popular (izquierda revolucionaria).
Originalmente, en abril de 1984, se organizaron 8 partidos —de ahí su denominación original, Grupo de los Ocho—, caracterizados por su heterogeneidad —abarcaban desde la derecha nacionalista hasta el socialismo democrático— pero que compartían su legitimación a la institucionalidad vigente tras la dictación de la Constitución de 1980 y la defensa del Golpe de Estado de 1973. La primera reunión de coordinación entre las agrupaciones se realizó el 6 de abril de 1984 en el Hotel Tupahue de Santiago.
Estos partidos y movimientos eran:
- Democracia Radical
- Movimiento de Acción Nacional
- Movimiento de Unión Nacional
- Movimiento Social Cristiano
- Movimiento Unión Demócrata Independiente
- Partido Democrático Nacional (facción liderada por Apolonides Parra).
- Partido Nacional
- Talleres Socialistas Democráticos

### Acuerdo Democrático Nacional
La falta de cohesión y consensos dentro del conglomerado motivó a que la UDI, el Padena y el PN se retirasen del mismo en julio de 1984.  En el caso de los nacionales, estos prefirieron acercarse a la Alianza Democrática y mantenerse independientes frente al gobierno.
Los cinco miembros restantes decidieron reunirse en el Acuerdo Democrático Nacional, constituido oficialmente el 2 de julio con el objetivo de proponer las reformas necesarias para posibilitar la transición pacífica hacia una democracia plena. Eligieron como jefe de su comité ejecutivo a Juan de Dios Carmona (MSC).
Las propuestas del Adena —recogidas también por el Grupo de los Ocho en mayo de ese mismo año— consistían en:
- Promulgación de la Ley de Partidos Políticos antes de que terminase 1984.
- Convocatoria a un plebiscito en 1985 con la finalidad de consultar a la ciudadanía la opción de adelantar las elecciones parlamentarias –proyectadas para 1989–.
- Celebración de elecciones parlamentarias e instalación del Congreso Nacional en 1986.

Contó con un periódico propio: La Contra, del cual circuló apenas una única edición de prueba el 5 de septiembre de 1984. Esta publicación describió al Adena como:

Una agrupación de centroderecha, el único interlocutor que ha presentado al gobierno algunas mociones destinadas a agilizar el retorno a la democracia mediante un proceso seguro y continuado en forma pacífica.
La Contra, 5 de septiembre de 1984

El 28 de septiembre de 1984 se incorporaron al Adena el Movimiento Obrero Socialdemócrata y el Padena-Parra –el cual ya había formado parte del Grupo de los Ocho–.
El categórico rechazo de Pinochet a adelantar elecciones y su propuesta de ley de partidos políticos —rechazada por todos los sectores— llevaron al fracaso del Adena, que se disolvió el 22 de junio de 1985, luego de levantado el estado de sitio en el país. Más tarde, en agosto de ese año, el MUN sería el único exintegrante de la coalición en firmar el Acuerdo Nacional para la Transición a la Plena Democracia.

## Composición
El Grupo de los Ocho y el Adena estuvieron integrados por los siguientes partidos y movimientos:
| Partido                                        | Cargo              | Líder                         |
| ---------------------------------------------- | ------------------ | ----------------------------- |
| Movimiento de Unión Nacional (MUN)             | Secretario general | Andrés Allamand               |
| Nacional (PN)                                  | Presidente         | Patricio Phillips             |
| Movimiento Unión Demócrata Independiente (UDI) | Presidente         | Jaime Guzmán                  |
| Democracia Radical (DR)                        | Presidente         | Ángel Faivovich               |
| Democrático Nacional-Parra (Padena-Parra)      | Presidente         | Apolonides Parra              |
| Movimiento Social Cristiano (MSC)              | Presidente         | Juan de Dios Carmona          |
| Movimiento de Acción Nacional (MAN)            | Presidente         | Federico Willoughby-MacDonald |
| Talleres Socialistas Democráticos (TSD)        | Secretario general | Luis Ángel Santibáñez         |
| Movimiento Obrero Socialdemócrata (MOS)        | Presidente         | Sergio Bustamante             |